# Église Saint-Lucius d'Essen-Werden
L'église Saint-Lucius d'Essen-Werden (allemand : St.-Lucius-Kirche) est une église catholique de Werden en Allemagne. Elle était autrefois liée au monastère bénédictin de Werden, près d'Essen. Construite au tournant du Xe et du XIe siècle, elle est sécularisée lorsque le monastère est dispersé à l'époque napoléonienne en 1803. Elle sert alors de grange. Elle est restaurée et reconsacrée en 1965.

## Histoire
La construction de l'église commence en 995 sous l'abbé Werinbert, la consécration par l'archevêque de Cologne Anno II a lieu en 1063. C'est à l'origine une construction d'une allée simple, qui reçoit des allées latérales plus basses en 1100, qui ont été séparées de l'allée principale par un changement de colonne rhénane. Le mur du chœur nord montre toujours la structure à trois niveaux à l'origine avec un triforium de niche. D'importants vestiges des premières peintures murales romanes sont conservés entre la position de l'arc et l'étage supérieur. Le hall d'entrée conçu de façon presque absidiale, qui est placé en face de la tour ouest massive, semblable à une forteresse, est remarquable. 
En raison de la sécularisation en 1803, le bâtiment est utilisé comme entrepôt de céréales à partir de 1811 et plus tard comme espace d’habitation, jusqu’à ce qu’à partir de 1957, on retire les cloisons et les cloisons. L'église restaurée est consacrée en 1965. 
En 1968, un relief du sculpteur Elmar Hillebrand est incrusté à l'avant et à l'arrière de l'autel. 
En 1985, l'église, y compris le plafond avec poutres apparentes, est partiellement peinte selon les dessins de l'artiste Egon Stratmann d'Hattingen, sur la base de documents historiques. Dans les niches des parois latérales du chœur, il y a encore des vestiges de peintures figuratives historiques. 
En 1991, après un don généreux, le bâtiment reçoit un portail en bronze conçu par l'artiste Jürgen Goertz. 